# Tramm (Lauenburgo)
Tramm é um município da Alemanha localizado no distrito de Lauenburgo, estado de Schleswig-Holstein.
Pertence ao Amt de Büchen.